# Clara Adams
Clara Adams (Cincinnati – Estados Unidos 1884-1971) fue una aviadora que estableció una serie de registros de vuelo. Es recordada sobre todo por ser la primera mujer en cruzar el Atlántico como pasajero a bordo del Graf Zeppelin. 

## Biografía
Nació en 1884 en Cincinnati, Ohio, de padres alemanes con el nombre de Clara Grabau. Estudió música en Leipzig.

### Trayectoria aviadora
En marzo de 1914, se embarcó en su primer vuelo en Florida en un bote volador Thomas y alcanzó una altitud de 700 pies. El vuelo despertaría su interés por la aviación.
Fue la primera pasajera en vuelos comerciales de ida y vuelta a través del Pacífico, entre Nueva York y las Bermudas, y entre San Francisco y Nueva Zelanda. Se la recuerda principalmente como la primera mujer que cruzó el Atlántico como pasajera con billete a bordo del Graf Zeppelin en su vuelo de regreso desde Nueva York en octubre de 1928. 
También fue la primera mujer en volar a bordo del Dornier DO-X entre Nueva York y Río de Janeiro, y fue una de las 11 mujeres a bordo del vuelo inaugural del dirigible Hindenburg.A pesar del fin de interés público por las aeronaves, debido al desastre del Hindenburg, Adams mantuvo su interés por la tecnología de los dirigibles.
En 1939, batió el récord no oficial de pasajeros que viajaban alrededor del mundo en avión comercial. El viaje duró dieciséis días y diecinueve horas y recorrió 24.609 millas[9]. Partió de Nueva York en el primer vuelo del Dixie Clipper a través del Atlántico. Según un periodista del New York Times, regresó a Newark, Nueva Jersey, «vestida con un traje a medida de seda china, comprado en Hong Kong, y con un sombrero de paja de Panamá, comprado en Rangún» y describió el viaje alrededor del mundo como «hermoso más allá de toda descripción y sublime más allá de la imaginación más vívida de la mente humana». Los periódicos la llamaban «La doncella de los viajes inaugurales» (“The maiden of maiden voyages"), pues poseía billetes para todos los grandes vuelos inaugurales en los albores del transporte aéreo.

## Legado
Se hizo amiga de muchas de las primeras aviadoras, pero nunca tuvo ningún interés en sentarse en la cabina. Sus vuelos contribuyeron a popularizar el transporte aéreo. Con su viaje alrededor del mundo había demostrado que viajar en avión era seguro. Mantuvo correspondencia con la famosa piloto Alys McKey Bryant. El historiador Tom Friedman describió a Adams como «la Forrest Gump de la historia de la aviación».

## Vida personal
Se casó con George Adams, un hombre adinerado, que fue presidente de la American Leather Tanning Company.Su marido era 40 años mayor que ella y murió en 1929, dejando a Clara como una viuda rica con tiempo y dinero para satisfacer su pasión por los viajes en avión.